# سكوت ويلسون (لاعب كرة قدم مواليد 1993)
سكوت ويلسون (بالإنجليزية: Scott Wilson)‏ هو لاعب كرة قدم بريطاني في مركز الهجوم، ولد في 11 يناير 1993 في برستل في المملكة المتحدة. لعب مع ماكليسفيلد تاون.